# Llorenç Mendoza i Ruiz
Llorenç Mendoza i Ruiz (Paiporta, 1964) és músic clarinetista, compositor i director d'orquestra i de banda. A més, imparteix classes d'harmonia i anàlisi musical al Conservatori Professional de Música de Torrent.
Estudià al Conservatori Joaquín Rodrigo de València (1977-), als de Salamanca, Màlaga i Granada, i amb diversos mestres que l'han marcat, com Jef Penders, Enrique García Asensio, Luis Blanes o Eduardo Xifre. Posteriorment ha ampliat la seva formació amb diversos cursos de direcció orquestral, de banda i de cors, composició i anàlisi musical i informàtica aplicada a la música.
Com a director, ha obtingut el guardó del Certamen Nacional de Múrcia, del Certamen Internacional de València i el del World Music Contest de Kerkrade (Països Baixos). Ultra moltes col·laboracions com a director invitat, ha estat titular de la Societat Artistico Musical de Castellnovo (primer premi en la secció tercera del Festival Internacional de Bandes de València 1994), de l'Ateneu Musical Schola Cantorum de la Vall d'Uixó (primer premi de la secció primera del Concurs de Bandes de València 1997), de l'Agrupació Musical d'Alfara del Patriarca, de l'Associació Musical "L'Amistat" de Quart de Poblet (2001-2005; primer premi de la primera secció del World Music Contest de Kerkrade el 2001 i primer premi de la secció especial B del concurs de València 2003) i de la Banda Simfònica i la Jove Orquestra de la "Unió Musical" de Beniguasil. Actualment imparteix classes d'orquestra en el Conservatori Musical de la Vall d'Uixó i des del 2007 porta la preparació i la direcció musical de la Unió Musical Utielana, formació que portà a guanyar el primer premi de la secció simfònica del Concurs Internacional de Bandes d'Altea (novembre 2008) i el Certamen Nacional de Bandas "Villa de Magallón" (setembre 2007).
Ha compost i arreglat peces per a diverses menes de formació musical.
És director fundador del Grup Instrumental Contemporani "Atárgatis" i membre fundador del Trio de Vent "Ibèria". El compositor Ángel Martínez li dedicà el pas-doble de concert Llorenç Mendoza (2005).

## Obres
- L'encantament, per a flauta i piano
- Vent de Llevant, per a quintet de vent
- Titelles. Op. 10, sonatina per a flauta i piano